# Sanacore
Sanacore è il secondo album degli Almamegretta, pubblicato nel 1995.

## Descrizione
Dalla canzone Nun te scurdà è stato tratto un videoclip diretto da Pappi Corsicato. Da notare anche la partecipazione di Giulietta Sacco (con Angela Luce una delle più note interpreti della canzone napoletana) che canta nella tammurriata Sanacore.

## Accoglienza
L'album è presente nella classifica dei 100 dischi italiani più belli di sempre secondo Rolling Stone Italia alla posizione numero 36. Venne eletto disco dell'anno 1995 da Rumore.

## Tracce
1. 'O sciore cchiù felice - 5:29
2. Maje - 5:40
3. Pe' dint' 'e viche addò nun trase 'o mare - 4:32
4. Sanacore - 4:02
5. Ammore nemico - 6:32
6. Scioscie viento - 4:51
7. Ruanda - 7:07
8. Nun te scurdà - 6:19
9. Se stuta 'o ffuoco - 3:58
10. Tempo - 4:00
11. 'O sciore cchiù dub (bonus track) - 5:29

## Formazione

### Gruppo
- Raiz - voce solista
- Gennaro T. – batteria, programmatore (batteria elettronica) e percussioni
- Gianni Mantice – chitarra
- Pablo – tastiere, elettronica (programmatori, linee di basso), percussioni (brani 2 e 5)
- Mario Formisano – trombone (brano 1) e basso (brani 6 e 8)
- D. RaD. – campionamenti, elettronica (loop, programmatori)

### Altri musicisti
- Daniele Sepe – flauto (brano 4)
- Marcello Colasurdo - percussioni e cori (brano 5)
- Roberto Schiano Moriello - trombone
- Michele Signore – violino e lira (brani 3 e 6)
- Alessandra D'Elia – cori (brano 6)
- Emanuela De Vito - cori (brano 10),
- Giulietta Sacco - cori (brano 4),
- Mamour & Zigou - cori (brano 6),
- Paola Subrizi - cori (brani 2 e 6),

## Crediti tecnici
- Gianni Ruggiero – ingegnere del suono
- D. RaD. - ingegnere del suono
- Adrian Sherwood – missaggio
- Andy Montgomery - missaggio
- Almamegretta – produzione

## Classifiche
| Classifica (1995) | Posizione |
| ----------------- | --------- |
| Italia            | 14        |